# Fessia raewskiana
Fessia raewskiana là một loài thực vật có hoa trong họ Măng tây. Loài này được (Regel) Speta mô tả khoa học đầu tiên năm 1998.